# Ossenreyerstraße 5 (Stralsund)
Das Haus mit der postalischen Adresse Ossenreyerstraße 5 ist ein unter Denkmalschutz stehendes Gebäude in der Ossenreyerstraße in Stralsund, gegenüber der Einmündung der Badenstraße.

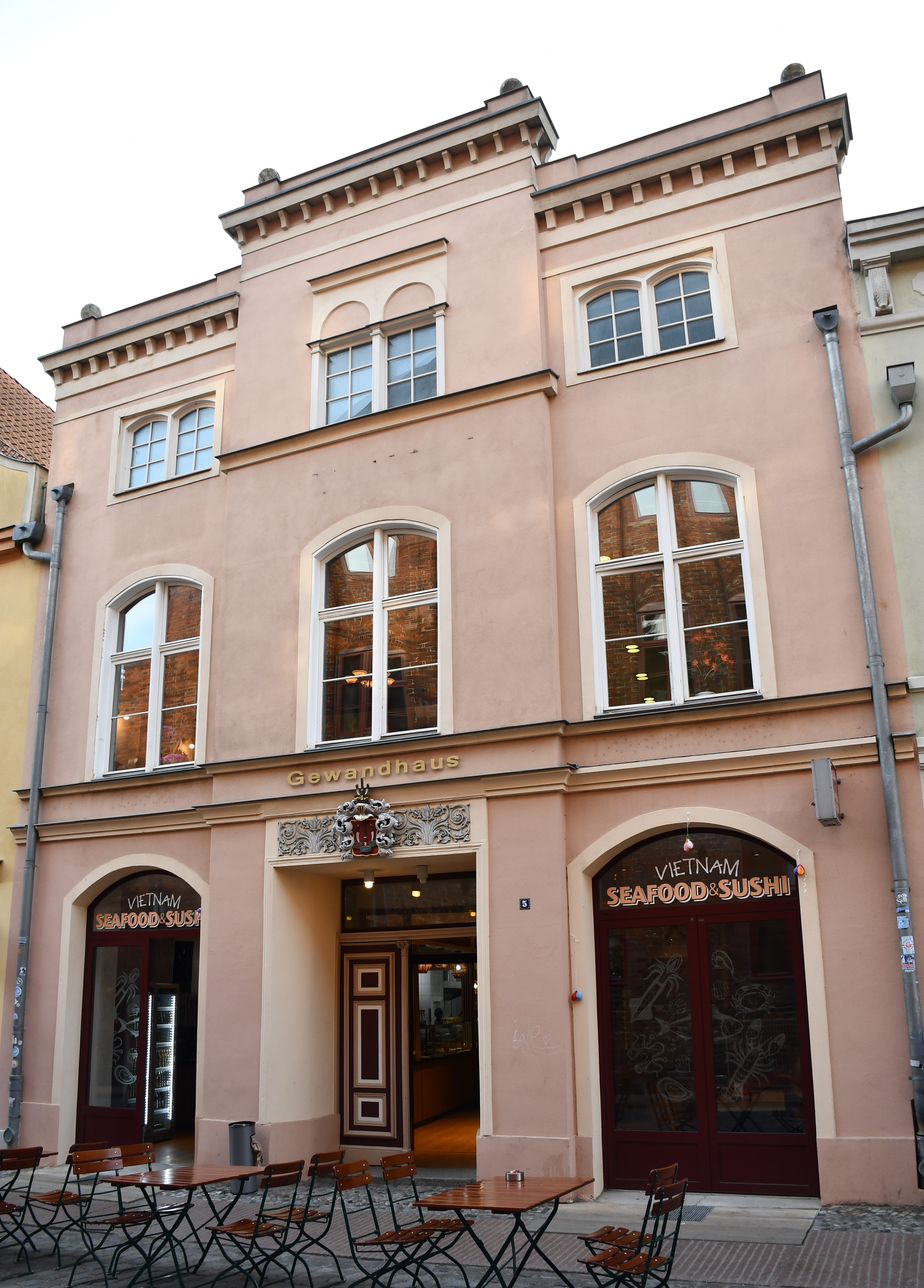
Das Haus Ossenreyerstraße 5 Stralsund (2023)

Der zweieinhalbgeschossige Putzbau nahe dem Stralsunder Rathaus ist im Kern mittelalterlich; ursprünglich handelte es sich um ein im Jahr 1414 für die Gewandschneider-Compagnie errichtetes Giebelhaus. Der Hofgiebel mit Blendengliederung blieb erhalten. Die Front zur Ossenreyerstraße wurde in den Jahren 1870/1880 grundlegend verändert: Der Giebel wurde abgetragen, das Satteldach wurde abgewalmt und eine Fassade mit Stuckaturen im Stil des Neobarock geschaffen. Im Jahr 1968 wurden diese Stuckaturen bis auf einen kleinen Rest über dem Portal entfernt, die Fassade mit dem vorgezogenen Mittelrisalit wirkt schlicht. Die Fenster sind mit Rundbogen versehen.
Das Haus liegt im Kerngebiet des von der UNESCO als Weltkulturerbe anerkannten Stadtgebietes des Kulturgutes „Historische Altstädte Stralsund und Wismar“. In die Liste der Baudenkmale in Stralsund ist es mit der Nummer 619 eingetragen.